# Estación Guadalupe
Guadalupe es una estación ferroviaria ubicada en la ciudad de Santa Fe, Departamento La Capital, Provincia de Santa Fe, Argentina.

## Servicios
Por el momento no presta servicios de pasajeros, sólo de cargas. Sus vías e instalaciones están a cargo de la empresa estatal Trenes Argentinos Cargas.
Sus vías se encuentran activas para tránsito de formaciones de cargas entre Santa Fe y San Cristóbal.
En 2011 se efectuó una renovación del edificio de la estación.

## Reapertura
Esta estación fue seleccionada como detención intermedia para el servicio entre Santa Fe y Laguna Paiva. Se espera que para mediados de 2023 sea efectivo el servicio.